# Sombrero-galaksen
Sombrero-galaksen (også kendt under katalognumrerne.: M104 og NGC4594) er en galakse i stjernebilledet Jomfruen. Galaksen befinder sig omkring 29,5 mio. lysår fra Jorden.. Den har en diameter på ca. 95.000-105.000 lysår, svarende til lidt over Mælkevejens størrelse. Sombrero-galaksen har en meget lysstærk kerne, der ses som en usædvanlig stor udbulning i centralregionen. Desuden har den et meget udtalt støvbånd der omkrandser den, og disse to egenskaber er medvirkende til navnet. Galaksen har en tilsyneladende størrelsesklasse på 8,98 M og fjerner sig med en rødforskydning på 0,003416.
Sombrero-galaksen blev opdaget den 11. maj 1781 af Pierre Méchain, men blev først optaget i Messiers katalog i 1921. Desuden havde William Herschel registreret galaksen i 1784, hvor den efterfølgende blev optaget i New General Catalogue med serienummeret 4594.